# Nokia 6100
Nokia 6100 – telefon komórkowy firmy Nokia, powstały w 2002 roku. Charakteryzuje się drobną budową i małą masą.

## Dane techniczne

### Wyświetlacz
- 4 tysiące kolorów
- 128×128 pikseli

### Pamięć
- 725 kB

### Sieci
- 900 GSM
- 1800 GSM
- 1900 GSM

### Wymiary
- 102 × 44 × 14 mm

### Masa
- 76 gramów

### Czas czuwania (maksymalny)
- 320 godzin

### Czas rozmowy (maksymalny)
- 3 godziny

## Funkcje dodatkowe
- zestaw głośnomówiący
- wiadomości MMS
- gry
- kalendarz
- profile
- port podczerwieni (IrDA)
- 4 tonowe dzwonki polifoniczne
- złącze Pop-Port

Za pomocą wiadomości MMS nie można przesyłać plików dźwiękowych - obsługiwane są jedynie pliki graficzne. Poza tym za pomocą podczerwieni nie da się przesyłać żadnych multimediów. IrDA jedyne zastosowanie w tym modelu znajduje przy przesyłaniu tzw. "kartek z kalendarza", notatek i "wizytówek".